# Melectoides senex
Melectoides senex är en biart som beskrevs av Taschenberg 1883. Melectoides senex ingår i släktet Melectoides och familjen långtungebin. Inga underarter finns listade i Catalogue of Life.